# 成宜
成宜（？－211年），東漢末年涼州武將。

## 生平
成宜曾擁兵割據，曾分别效力涼州名將馬騰、馬超和韓遂。建安十六年（211年），曹操出擊漢中張鲁，潼關諸將猜疑曹操會派鍾繇襲擊關中，成宜便與馬超、韓遂等聚眾十萬，組成聯合軍反曹。但曹操派遣曹仁和許褚大破關中，虎騎夾擊聯合軍，成宜最終戰死，史稱潼關之戰。另外，野史提及他跟馬超、韓遂、侯選、程銀、李堪、張横、梁興、馬玩與及楊秋並稱「關中十將」。
在羅貫中《三國演義》第五十八回「馬孟起興兵雪恨 曹阿暪割鬚棄袍」中提到，成宜是韓遂麾下八名將領之一。他和馬超、韓遂一起起兵反抗曹操，且隨馬超等人夜襲曹操軍寨。他率領三十名騎兵前往哨探，侵入曹操中軍卻被伏兵包圍。結果被夏侯淵殺死。

## 评价
- 東漢陈琳《檄吳將校部曲文》：「近者关中诸将，复相合聚，续为叛乱，阻二华，据河渭，驱率羌胡，齐锋东向，气高志远，似若无敌。」
- 東漢潘勖《冊魏公九錫文》：「马超、成宜，同恶相济，滨据河、潼，求逞所欲。」